# Bar Trio
Bar-Trio hieß eine deutsche Jazz-Formation der 1930er und 1940er Jahre.

## Geschichte
Inspiriert von amerikanischen Swing-Trios taten sich Anfang der 1930er Jahre der Akkordeonspieler Kubi Kretschma, der Gitarrist Hans Belle und der Pianist Bert Waldemar unter dem unspektakulären, aber funktionalen Namen „Bar-Trio“ zusammen, um dieses Klangbild nachzuspielen. Damit hatten sie einen überraschenden Erfolg beim Publikum.
Zwischen 1938 und 1943 nahm das Bar-Trio bei der „Grammophon“ eine ganze Reihe von Schallplatten auf, was ihnen trotz amerikanischer Titel, unter denen populäre Jazz Standards wie der Tiger Rag von Nick LaRocca, Shelton Brooks’ Some of These Days oder die Duke Ellington-Kompositionen Caravan, Mood Indigo und Solitude waren, auch gelang – ohne erkennbare Zugeständnisse an die musikalischen Vorgaben der NS-Reichsmusikkammer; allerdings wurden Titel abgeändert, so machten sie aus W. C. Handys Saint Louis Blues die treu-deutsch tönenden St. Louis Klänge und aus Sweet Sue, Just You ein Ob Du glücklich bist. Genau so swingend spielten sie aber auch deutsche Schlager von Komponisten wie Werner Bochmann, Peter Kreuder, Adolf Steimel, Gerald Plato und Michael Jary ein. Vereinzelt nahmen sie auch Titel mit Gesang auf, bei denen Pianist Bert Waldemar als Flüstersänger fungierte; in einer Aufnahme singt die ansonsten unbekannt gebliebene Lisa Loy ein Lied von Kurt Basl.
Nach dem Zweiten Weltkrieg fanden sie in einer anderen Besetzung wieder zusammen und musizierten gemeinsam im Rundfunk, machten allerdings keine Plattenaufnahmen mehr. Kretschma und Belle, die sich beide in München niedergelassen hatten, gaben die Musik zugunsten bürgerlicher Berufe auf. Kretschma betrieb einen Modesalon, über das Schicksal von Waldemar, Basl und Tilling ist bis dato (2019) nicht Näheres bekannt.

## Musik
„Der lockere Swing basiert größtenteils auf der rhythmischen Arbeit der Gitarre, das Akkordeon setzt einzelne Akzente, übernimmt die Akkord- und Melodiearbeit, unterstützt vom Klavier oder der Celesta. Die Unbeschwertheit und Leichtigkeit, mit der das Bar-Trio spielt, läßt heutige Hörer kaum ahnen, wie komplex manche Arrangements doch gestaltet sind.“ Der deutsche Jazzhistoriker Horst H. Lange attestierte dem Bar-Trio 1966 in seinem Buch „Jazz in Deutschland“, „passable Swing-Musik mit Hot-Akkordeon“ zu spielen: „Sie waren darin genau so gut wie ausländische Gruppen in gleicher oder ähnlicher Zusammensetzung“.

## Nachwirken
Spielweise und Besetzung des Bar-Trios hatten auch in der Nachkriegszeit noch zahlreiche Anhänger und ließen es zum Vorbild für mehrere neue Jazz-Trios werden, wobei jedoch das Klavier durch den transportableren Kontrabass verdrängt wurde.
Deren vielleicht populärstes wurden, neben dem Lucas-Trio um den Akkordeonisten und nachmaligen Chorleiter Botho Lucas, das regelmäßig im RIAS gastierte, „Die drei Travellers“ in Berlin, die von 1946 bis in die 1970er Jahre auftraten und bei Odeon Aufnahmen einspielten. Sie machten obendrein auch noch durch ihren Gesang Furore, der sie indes vom eigentlichen Jazz weg und hin zu Schlager und Kleinkunst führte. Jürgen Wölfer bezeichnet sie gleichwohl unter Verwendung der traditionsreichen Bezeichnung als „das wohl erfolgreichste deutsche Bartrio“.

## Tondokumente (Auswahl)
Der Katalog des Musikarchivs bei der Dentschen Nationalbibliothek verzeichnet 160 Einspielungen vom „Bar -Trio (Kubi Kretschma, Akkordeon. Bert Waldemar, Piano/Celesta. Hans Belle, Guitarre)“ auf „Grammophon“ :
- 47196 A (Matr. 7640 GR) Some of These Days (Bald kommt der Tag), Foxtrot (Shelton Brooks)[15]
- 47196 B (Matr. 7641 GR) Caravan (Karawane) (Duke Ellington), aufgen. März 1938.[16]
- 47207 A (Matr. 7796 ½ GD8) Tiger Rag (La Rocca)[17]
- 47207 B (Matr. 7795 GR) Limehouse Blues (Furber - Braham)[18]
- 47241 A (Matr. 7965 GD8) Sweet Sue - Just You (Ob Du glücklich bist), Foxtrot (Harris & Young), aufgen. September 1938.[19]
- 47241 B (Matr. 7966 ½ GD8) St. Louis Klänge (W.C. Handy)[20]
- 47271 (Matr. 3533 ½ GD8) The Snake Charmer (Der Schlangenbeschwörer) Foxtrot (Leonard Whitcup, Teddy Powell), aufgen. 12. Okt.38[21]
- 47376 A (Matr. 8452 ½ GR9) Song of India (Hindulied) (Nikolai Rimsky-Korsakow)[22]
- 47376 B (Matr. 8454 GR9) Little Girl (Kleines Mädel), Foxtrot (Hyde & Henry), 1939[23]
- 47405 B (Matr. 3534 ½ GN9) Traumlos. Slowfox (Gordon & Revel), 1938[24]
- 47417 A (Matr. 8879-2 GR9) Wenn ich wüßt [wen ich geküßt um Mitternacht am Lido]. Foxtrot (W. Bochmann) Aufnahmejahr: 1940.[25]
- 47479 B (Matr. 8671 ½ GD9) Solitude (Einsamkeit) (Duke Ellington), 1940[26]
- 47600 A (Matr. 9249 GD9) Die Männer sind schon die Liebe wert! Foxtrot (Steimel-Siegel), 1941[27]
- 47744 A (Matr. 9735-2 GD9)  Sag’, was wirst du tun? Slowfox (Guus Jansen)[28]
- 47745 (Matr. 9739 ½ GD9) Haben Sie schon ‘mal im Dunkeln geküßt? Foxtrot (Michael Jary), 1942[29]
- 47746 A (Matr. 9740 ½ GD) Immer vergnügt. Foxtrot (Peter Kreuder)[30]
- 47902 (Matr. 10 018-2 GD9) So beschwingt. Foxtrot (Hans Rosenfelder), aufgen. Berlin 1943[31]

Aufnahmen mit Gesang
- 47197-A (Matr. 7642 ½ GR 8) Weine nicht, bricht eine schöne Frau dir das Herz. Slowfox (Stolz & Marischka) Bar-Trio mit Gesang: B. Waldemar.[32]
- 47197-B (Matr. 7643 GR9) Ein Potpourri, enthält:  Wenn der rote Mohn erblüht - Du, du gehst an mir vorbei - Über die Prärie. Bar-Trio mit Gesang: B. Waldemar. Aufnahmejahr: 1938.[33]
- 47950-A (Matr. 9257 ½ GD9)  Ich will mich nicht verlieben. Foxtrot (Kurt Basl) Bar Trio mit Gesang: Lisa Loy. Aufgen. 1941[34]

## Wiederveröffentlichungen
Aufnahmen des Bar-Trios sind bei mehreren Unternehmen als Vinyl-LP bzw. CD erschienen, so z. B. auf Polydor 46 986, ebenso »Stern« Musik 46 986 : „Sterne Ihrer Zeit: Das Bar Trio. Original-Aufnahmen 1938–1943“ (Vinyl-LP) und Polydor 2664 209 „Die Grossen Tanzorchester 1930–1950: Das Bar Trio“ (Vinyl-Doppel-LP), ferner beim label Boutique (Universal Music) 06024 9858396 unter dem Titel „Immer vergnügt“ (CD in der Reihe Jazz Club).